# 皇初
皇初（394年五月-399年九月）是十六国时期后秦君主文桓帝姚兴的第一个年号，共计6年。
皇初六年九月改元弘始元年。

## 纪年
| 皇初 | 元年  | 二年  | 三年  | 四年  | 五年  | 六年  |
| ---- | ----- | ----- | ----- | ----- | ----- | ----- |
| 公元 | 394年 | 395年 | 396年 | 397年 | 398年 | 399年 |
| 干支 | 甲午  | 乙未  | 丙申  | 丁酉  | 戊戌  | 己亥  |

## 参看
- 中国年号索引
- 同期存在的其他政权年号
  - 太元（376年-396年）：東晉皇帝晋孝武帝司马曜的年号
  - 隆安（397年-401年）：東晉皇帝晋安帝司马德宗的年号
  - 元光（393年六月-394年七月）：窦冲自立年号
  - 建兴（386年二月-396年四月）：后燕政权慕容垂年号
  - 永康（396年四月-398年四月）：后燕政权慕容宝年号
  - 建平（398年十月-十二月）：后燕政权慕容盛年号
  - 长乐（399年-401年七月）：后燕政权慕容盛年号
  - 中兴（386年十月-394年八月）：西燕政权慕容永年号
  - 太初（388年六月-400年七月）：西秦政权乞伏歸年号
  - 麟嘉（389年二月-396年六月）：后凉政权吕光年号
  - 龙飞（396年六月-399年）：后凉政权吕光年号
  - 登国（386年-396年六月）：北魏政权拓跋珪年号
  - 皇始（396年七月-398年）：北魏政权拓跋珪年号
  - 天兴（398年十二月-404年十月）：北魏政权拓跋珪年号
  - 建始（397年五月-七月）：慕容详年号
  - 延平（397年七月-十月）：慕容麟年号
  - 青龙（398年四月-七月）：兰汗年号
  - 太初（397年-399年）：南凉政权秃发乌孤年号
  - 神玺（397年五月-399年正月）：北凉政权段业年号
  - 天玺（399年二月-401年五月）：北凉政权段业年号